# Zelotes sardus
Zelotes sardus är en spindelart som först beskrevs av Giovanni Canestrini 1873.  Zelotes sardus ingår i släktet Zelotes och familjen plattbuksspindlar. Inga underarter finns listade i Catalogue of Life.